# GWAR
A GWAR egy amerikai metal együttes. Thrash metalt, comedy rockot, punk rockot és heavy metalt játszanak, de első nagylemezükön még hardcore punkot játszottak. 1984-ben alakultak meg a virginiai Richmondban. A Gwar ismertetőjegyei közé tartozik, hogy a tagok maszkokat viselnek, valamint a sci-fi témájú dalaik. Számaikba humort is visznek, például politikusok, valamint hírességek kifigurázásával. Időnként horrorfilmekre is utalásokat tesznek.
A GWAR-t kétszer jelölték Grammy-díjra. 1993-ban a Phallus in Wonderland videóért (Best Long Form Music Video), míg 1996-ban az S.F.W. című dalukért (Best Metal Performance), melyet az azonos című filmhez írtak.

## Története
A zenekar elődje az egyik tag együttese, a "Death Piggy" volt, amely hasonló imidzssel rendelkezett. A zenekar produkciói tetszettek a közönségnek, ezért alakult meg később a Gwar. Első stúdióalbumukat 1988-ban adták ki. Második nagylemezük két évvel később, 1990-ben jelent meg. Azóta még 12 stúdióalbum került ki a kezeik közül. 2014-ben a zenekar énekese, Dave Brockie elhunyt, heroin túladagolásban.  Mára már kultikus zenekarnak számít a Gwar. Brockie halála ellenére egészen a mai napig tevékenykednek, sőt, 2017-ben piacra dobtak egy új nagylemezt is. A zenekar a shock-rock műfajban is jelen van, hiszen nem egyszer történt a koncertjeiken, hogy művérrel, vizelettel és egyéb hasonló dolgokkal fröcskölték le a nézőket.
Érdekességként megemlítendő, hogy az MTV kultikus rajzfilmsorozatában, a Beavis és Butt-head-ben található címszereplőknek is a GWAR a kedvenc zenekara. Az együttes megjelent a műsor alapján készült videojáték végén is. Az együttes köré egész franchise kerekedett, hiszen társasjátékokat, szószokat és egyéb érdekes tárgyakat is megjelentetett a zenekar. Lemezeiknek általában sztorit is kerekítettek a tagok, melyben különféle karakterek is megjelennek, segítői és ellenségei is akadnak a zenekarnak. Képregény is készült a GWAR sztorijaiból. A Gwar fő ellenségét Techno Destructo-nak hívják. További gonosztevők: Sawborg Destructo (Techno Destructo testvére), The Morality Squad (Erkölcs Osztag, egy szuperhős csapat, de a Gwar ellen tevékenykednek), Cardinal Syn (űrből érkezett óriási babaevő robot), Bozo Destructo (Techno második testvére) és a Mutáns Pingvin Hadsereg (akik a zenekar "Carnival of Chaos" lemezén található "Penguin Attack!" számban szerepeltek). A Mutáns Pingvin Hadsereg a zenekar "Dawn of the Day of the Night of the Penguins" című VHS-én is a fő ellenségek közé tartozott. A pingvin-hadsereget Techno Destructo hozta létre.
A Gwar segítői: Oderus Urungus (aki a zenekar vezére, David Brockie játssza), Gor-Gor (egy óriási dinoszaurusz), Slymenstra Hymen (ő "GWAR Woman" néven is ismert), Pustulus Maximus (a zenekar gitárosa), Jizmak Da Gusha (a Gwar dobosa), Cuttlefish of Cthulhu, Sleazy P. Martini (a GWAR menedzsere) és Bonesnapper the Cave Troll.
A zenekar háttér-embereit (akik a gonosztevőket játsszák, illetve a háttereket készítik elő) "GWAR slaves"-nek (GWAR rabszolgák)-nak hívják. A Gwar-rabszolgák: Matt Maguire, Bob Gorman, Scott Krahl, Nate Krishna és Joe Douglas.

## Tagok
A Gwar ismert lett tagjainak különféle érdekes művészneveiről.
- Balsac the Jaws of Death (eredeti neve: Mike Derks) – ének, basszusgitár (1988-)
- Jizmak da Gusha (Brad Roberts) – dobok, ütős hangszerek (1989-)
- Sawborg Destructo (Matt Maguire) – háttérvokál (1995-1996, 2009-)
- Pustulus Maximus (Brent Purgason) – gitár, háttérvokál (2012-)
- Bonesnapper (Bob Gorman) – háttérvokál (1995-1996, 2014-)
- Blothar (Michael Bishop) – éneklés (2014-)
- Beefcake the Mighty (Michael Bishop) – basszusgitár (1987-1993, 1998-1999)
- Sleazy P. Martini (Don Drakulich) – háttérvokál (1986-1995, 2017-)

## A név eredete
A "GWAR" névről elterjedt mítosz, hogy a "God What An Awful Racket" (jelentése: "Úristen, micsoda rémes zaj") rövidítése, de ezt a tagok tagadták. A név a "Gwaaarrrgghhhlllgh" lerövidített alakja, melyet a zenekar még David Brockie korábbi együttese, a Death Piggy idején használtak. David Brockie "Oderus Urungus" néven a zenekar énekeseként szolgált 2014-ben bekövetkezett haláláig.

## Egyéb projektek
A Gwar elődjének a Death Piggy nevű, 1982-től 1984-ig tevékenykedett hardcore punk zenekar számított. Egyéb együttesek is alakultak, melyben Brockie vagy a GWAR tagjai szerepeltek, X-Cops és The Dave Brockie Experience neveken.

## Különlegességek
A zenekar zenészeit és háttér-embereit összefoglaló néven "Slave Pit Inc." néven ismerik. A név egyben az együttes saját lemezkiadó cégére is utal. A Slave Pit Inc listáján a következő előadók szerepelnek: a Gwar maga, Death Piggy, Mensrea, Locus Factor, X-Cops, David Brockie Experience.
2013-ban egy epizódos rajzfilm is készült az együttesről, "The Animated Tales of Gwar" címmel. A rajzfilm fő ellenségeként a népszerű parodista zenész, "Weird Al" Yankovic szolgált.

## Diszkográfia
Stúdióalbumok
- Hell-O (1988)
- Scumdogs of the Universe (1990)
- America Must Be Destroyed (1992)
- This Toilet Earth (1994)
- Ragnarök (1995)
- Carnival of Chaos (1997)
- We Kill Everything (1999)
- Violence Has Arrived (2001)
- War Party (2004)
- Beyond Hell (2006)
- Lust in Space (2009)
- Bloody Pit of Horror (2010)
- Battle Maximus (2013)
- The Blood of Gods (2017)

Az együttes több koncert-DVD-t és VHS-t is megjelentetett, melyeken a tőlük megszokott őrült módon szerepelnek a zenészek.

## Magyarországi koncertek
Magyarországon eddig kétszer koncerteztek. Legelőször 2007-ben jutottak el hozzánk, ekkor a Kultiplexben koncerteztek (bár tévesen az A38 Hajóra volt kiírva a program, a Gwar hivatalos honlapján és a magyar oldalakon is). Másodszor 2010-ben "tették tiszteletüket" nálunk, a Sziget Fesztiválon. (2009-re is volt tervezve egy itthoni turné, de a zenekar végül visszamondta a koncertet, ekkor is a Szigeten léptek volna fel.)